# أغباني داريغو
أغباني داريغو (بالإنجليزية: Agbani Darego) وإسمها الكامل إبياغبانيدوكيبوبو أسينيتي داريغو (بالإنجليزية: Agbani Asenite Darego) وهي عارضة أزياء نيجيرية ولدت في 22 ديسمبر 1982 في أبونيما، ولاية ريفرز في نيجيريا، وهي تعتبر أول امرأة أفريقية سوداء فازت بمسابقة ملكة جمال العالم في سنة 2001 وألتي أقميت في مدينة سون سيتي في جنوب أفريقيا ويبلغ طولها 186 سم.

## روابط خارجية
- أغباني داريغو على موقع IMDb (الإنجليزية)